# Röpsen
Röpsen bildet zusammen mit Dorna und Negis den 8,15 km² großen Ortsteil Röpsen der Stadt Gera in Thüringen mit 631 Einwohnern (Stand 31. Dezember 2011).

## Geographie
Röpsen liegt im Hainbach- und Brahmetal im Osten der Stadt Gera unmittelbar nördlich der A 4 und etwa sieben Kilometer vom Stadtzentrum Gera entfernt.
Der Uferbereich der Brahme ist als Fauna-Flora-Habitat ausgewiesen. Er ist Heimatraum für den sehr seltenen Eremiten, einen flugunfähigen Käfer, der sich von Totholz ernährt und dort auch seinen Lebensraum hat.

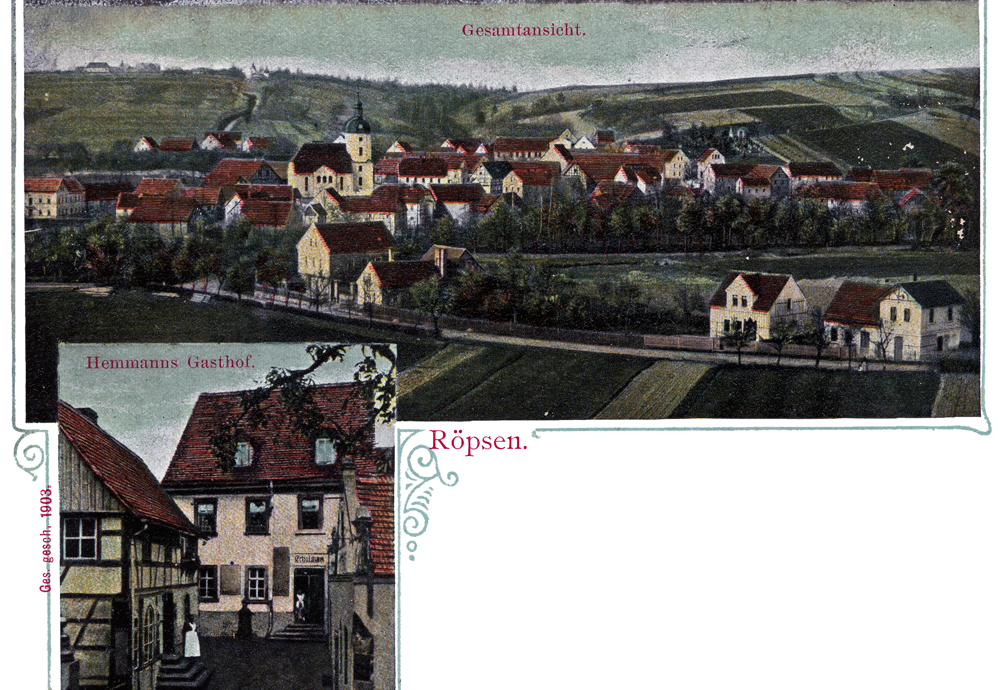
Ansichtskarte von 1903

## Geschichte
Der Ort ist eine sorbische Gründung. Die älteste bekannte urkundliche Erwähnung als Rupizan datiert auf das Jahr 1121, als Bischof Dietrich I. von Naumburg das Kloster Posa (Bosau) bei Zeitz mit acht Orten im Gau Gera belehnte. Als Bischof Udo I. die Belehnung 1146 bestätigte, taucht der Ort als Ropizane auf. Vom Waal, einem kleinen hochmittelalterlichen Herrensitz auf dem Gutsteich am südwestlichen Ortsrand ist heute nichts mehr zu erkennen. Auf der Flur Röpsen befand sich früher auch das Dorf Speutewitz mit gleichnamiger Burg; es ist seit dem 16. Jahrhundert eine Wüstung.
Bis 1918 war Röpsen eine Exklave des Herzogtums Sachsen-Altenburg inmitten der Herrschaft Reuß jüngerer Linie.
Neben der Landwirtschaft florierte im Ort in früherer Zeit die Herstellung von Stangenkäse, was ihm in den umliegenden Orten den Namen „Käse-Röpsen“ einhandelte. Den zur Herstellung benötigten Quark kauften die Käser in den umliegenden Ortschaften auf. 1938 wurden zehn Käsereien gezählt, die Zwangsabgabe der Milch an die zuständige Großmolkerei nach 1945 führte zu ihrem Ende.
Anlässlich einer kleineren kriegerischen Auseinandersetzung mit der umliegenden reußischen Herrschaft sollen die Röpsener in Ermangelung von Kanonenkugeln ihre Gegner kurzerhand mit Käsen bombardiert haben. In Erinnerung an diese Zeit wird verdienten Bürgern und Bürgerinnen des Ortes heute der Röpsener Käseorden verliehen.
Am 1. Juli 1950 wurden die bis dahin eigenständigen Gemeinden Dorna und Negis eingegliedert.

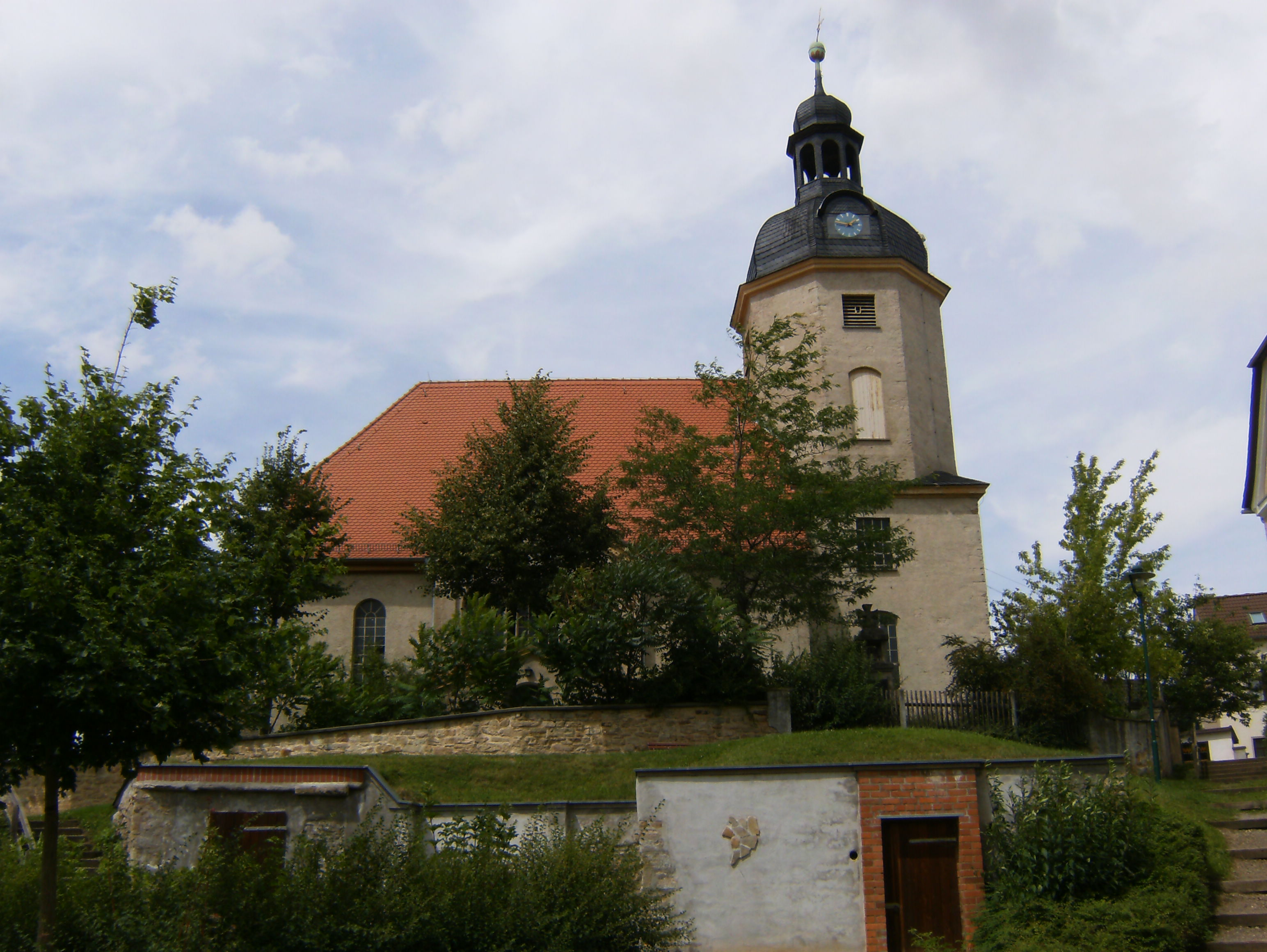
Kirche zu Röpsen

## Politik
Röpsen, Dorna und Negis sind seit dem 1. Juli 1994 zur Stadt Gera eingemeindet. Seitdem bilden die drei Orte den Ortsteil Röpsen der Stadt Gera mit eigener Ortschaftsverfassung und Ortsteilrat (bis II/2009 Ortschaftsrat). Ortsteilbürgermeister ist seit 2004 Wolfgang Hartick (parteilos).

## Sehenswürdigkeiten
St. Trinitatis – Das aus dem Jahr 1669 stammende Gotteshaus auf den Fundamenten einer älteren St.-Katharinen-Kapelle wurde nach aufwändigen Restaurierungen im Jahr 1997 neu konsekriert. Kunsthistorisch interessant ist insbesondere ein barockes Deckengemälde, welches bei den Restaurierungen freigelegt werden konnte.

## Verkehr
Der Ort ist über die Süd-Ost-Tangente Gera erreichbar, südlich des Ortes verläuft die Autobahn 4.
Röpsen wird täglich im Zweistundentakt von Bussen der Linie 208 der RVG Gera mit der Innenstadt von Gera verbunden. Der nächstgelegene Bahnhof ist der Gera-Langenberg.

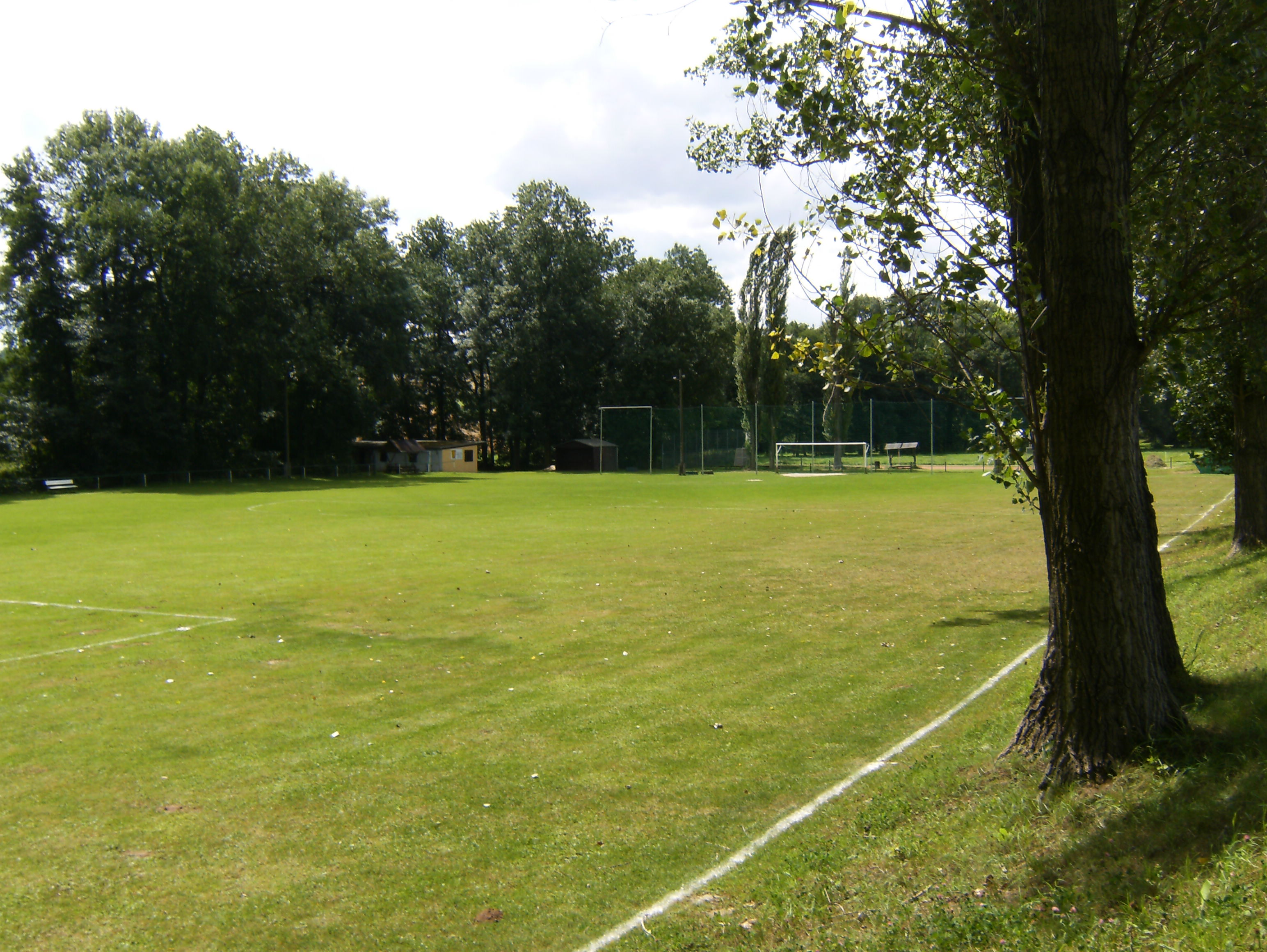
Sportplatz zwischen Röpsen und Dorna

## Kultur und Sport
Im Ort gibt es den Heimatverein Röpsen-Dorna-Negis. Traditionell findet hier wie in weiten Teilen Ostthüringens ein Maibaumsetzen statt, weiterhin das Adventsblasen.
Die Sportgemeinschaft Röpsen hat ihren Schwerpunkt im Fußball. Zwischen Röpsen und Dorna befindet sich ein Kleinfeldsportplatz für Fußball, Volleyball und Basketball.
Seit 1948 existiert der Rassegeflügelzüchterverein (RGZV) Dorna-Röpsen.

## Bildung
Die aufgrund mangelnder Schülerzahlen zum Jahr 2000 geschlossene Grundschule konnte im Jahr 2002 grundsaniert als Förderschule der Lebenshilfe e. V. wieder eröffnet werden, sodass sich – wenn auch in veränderter Form – die mittlerweile rund 300-jährige Schulgeschichte des Ortes fortsetzen kann.
Im benachbarten Dorna gibt es die
- Kindertagesstätte am Negisbach der Johanniter-Unfall-Hilfe.

Zuständige Grundschule ist die
- Tabaluga-Grundschule in Bieblach.

Nächstgelegene Regelschule ist die
- Staatliche Regelschule 12 in Bieblach.